# チンターマニー・ラーオ
チンターマニー・ナーゲーシャ・ラーマチャンドラ・ラーオ FNA, FASc, FRS, FTWAS, HonFRSC, MAE, HonFInstP（Chintamani Nagesa Ramachandra (CNR) Rao, चिंतामणी नागेश रामचंद्र राव, 1934年6月30日 - ）は、インドの化学者。

## 経歴
バンガロール生まれ。1951年マイソール大学を卒業し、バナーラス・ヒンドゥー大学を経て、1958年パデュー大学で学位を得た。1984年から1994年の間インド科学研究所（Indian Institute of Science ）の所長、パデュー大学、オックスフォード大学、ケンブリッジ大学、ラトローブ大学（オーストラリア）などの客員教授を務め、インド政府の科学諮問会議の議長も務めた。1982年王立協会フェロー選出。
材料科学、固体化学の権威で、遷移金属酸化物の分野で功績があった。La2CuO4のような層状（二次元）構造の酸化物の合成に最初に成功した化学者のひとりである。金属・絶縁体転位の制御の分野や、超巨大磁気抵抗 (Colossal Magneto-resistance: CMR)や、高温超伝導の分野に貢献した。 

## 受賞･叙勲等
- 2000年 ヒューズ・メダル（王立協会）、センテナリー賞（王立化学会）
- 2004年 インド科学賞（India Science Award）
- 2005年 ダン・デイヴィッド賞、化学パイオニア賞
- 2008年 日経アジア賞科学技術部門
- 2009年 ロイヤル・メダル（王立協会）
- 2010年 アウグスト・ヴィルヘルム・フォン・ホフマン・メダル
- 2014年 バーラト・ラトナ賞[1][2]
- 2017年 フォン・ヒッペル賞

また2005年にはフランス政府からレジオンドヌール勲章（Chevalier de la Legion d'Honneur）を贈られた。